# Lucio Muñoz
Lucio Muñoz (27 décembre 1929 - 24 mai 1998) est un peintre espagnol né à Madrid.

## Biographie
Expulsé du collège, il travailla dans le commerce de son père pendant une saison. Par la suite il étudia à l'Académie des Beaux-Arts de San Fernando, où il fut l'élève d'Eduardo Saurel. Après sa formation académique il entra en contact avec les réalistes madrilènes Antonio López, les frères López Hernández et celle qui devait devenir son épouse Amalia Avia, elle aussi peintre. En 1956 il reçut une bourse de l'État français pour continuer ses études en France, et là il entra en contact avec les œuvres de l'Espagnol Antoni Tàpies et de Jean Dubuffet, son style restant finalement dans le cadre de l'art informel. En 1983, il reçut le Prix national d'arts plastiques. En 1989, le Musée de la Reine Sophie à Madrid réalisa une exposition qui présentait une anthologie de son œuvre.
Préoccupé par les questions des matières à employer, Lucio Muñoz commence à utiliser des matériels de la nature la plus variée, comme des papiers brûlés et du bois entre autres. Le support sera essentiel parce que c'est sur lui que Lucio perfore, déchire, effectue des incisions, s'approchant ainsi de l'art informel. Ses œuvres, coloristes pour la plupart bien qu'y prédomine le noir, sont des représentants de l'art informel le plus pur. Après avoir cultivé la gravure pendant quelques années, il donne dans sa phase finale une peinture moins agressive du fait du type de matériels qu'il utilise.
Parmi ses principaux travaux on remarque l'abside de la basilique d'Aránzazu, à Oñate (Guipuzcoa), et la fresque qui préside la Salle de séance plénière de l'Assemblée de Madrid, œuvre qui fut terminée peu avant son décès. Ses œuvres sont exposées dans les musées plus importants du monde comme le musée Guggenheim, le musée d'Art Moderne, tous les deux à New York, le British Museum et la Tate Gallery de Londres, musée national centre d'art de la Reine Sofia de Madrid, le musée d'Art abstrait de Cuenca, le musée d'Art Contemporain de Séville, le musée Rufino Tamayo de Mexico, le musée du Vatican à Rome, etc.
En 1993, il reçoit la Médaille d'or du mérite des beaux-arts du Ministère de l'Éducation, de la Culture et des Sports espagnol.